# Ковбасенко Луїза Іванівна
Ковбасенко Луїза Іванівна (нар. 18.03.1938 - 02.12.2020)  — заслужений працівник освіти України.
За вагомий особистий внесок у соціально-економічний і культурний розвиток України, активну громадську діяльність, багаторічну сумлінну працю нагороджена Орденом Княгині Ольги III ступеня.
Старший науковий співробітник; Завідувач кабінетом наукового забезпечення національного Центру «Мала академія наук України»; співзасновник Малої академії наук України.
Свою педагогічну діяльність розпочинала саме в моринській середній школі.
Чоловік — Ковбасенко Петро Іванович (10. 08. 1939 — 26. 11. 2001) — співак, заслужений артист України (http://esu.com.ua/search_articles.php?id=7275 [Архівовано 23 Вересня 2020 у Wayback Machine.])